# Olympische Sommerspiele 2024/Kanu – Vierer-Kajak 500 m (Frauen)
Das Kanu-Rennen der Frauen mit dem Vierer-Kajak über 500 m bei den Olympischen Spielen 2024 in Paris fand vom 6. bis 8. August 2024 statt. Schauplatz der Wettkämpfe war die Regattastrecke Stade nautique de Vaires-sur-Marne im Ort Vaires-sur-Marne, östlich des Großraums Paris. Titelverteidigerinnen waren die Ungarinnen, die in Tokio in der Besetzung Danuta Kozák, Tamara Csipes, Anna Kárász und Dóra Bodonyi Gold gewannen.

## Titelträgerinnen
| Olympische Spiele 2020       | Ungarn            | 1:35,463 min | Tokio             |
| Weltmeisterschaften 2023     | Neuseeland        | 1:30,606 min | Duisburg          |
| Afrikameisterschaften 2024   | nicht ausgetragen |              | Abuja             |
| Panamerikanische Spiele 2023 | Mexiko            | 1:34,73 min  | Santiago de Chile |
| Asienspiele 2022             | China             | 1:39,960 min | Hangzhou          |
| Europameisterschaften 2024   | Ungarn            | 1:35,168 min | Szeged            |
| Ozeanienmeisterschaften 2024 | Australien        | 1:35,44 min  | Sydney            |

## Qualifikation
Die Qualifikation erfolgte ausschließlich über die Weltmeisterschaften 2023. Die besten zehn Nationen erhielten einen Startplatz für den olympischen Wettbewerb in Paris. 

## Vorläufe
Dienstag, 6. August 2024

### Vorlauf 1
| Rang | Bahn | Nation     | Athletinnen                                                                 | Zeit (min) | Qualifikation |
| ---- | ---- | ---------- | --------------------------------------------------------------------------- | ---------- | ------------- |
| 1    | 6    | Neuseeland | Lisa Carrington Olivia Brett Alicia Hoskin Tara Vaughan                     | 1:32,40    | A-Finale      |
| 2    | 4    | Polen      | Karolina Naja Anna Puławska Adrianna Kąkol Dominika Putto                   | 1:32,92    | A-Finale      |
| 3    | 5    | Spanien    | Sara Ouzande Estefanía Fernández Carolina García Teresa Portela             | 1:33,87    | A-Finale      |
| 4    | 7    | Norwegen   | Maria Virik Anna Margrete Sletsjøe Hedda Oritsland Kristine Strand Amundsen | 1:34,28    | Halbfinale    |
| 5    | 3    | Serbien    | Anastazija Bajuk Milica Novaković Marija Dostanić Dunja Stanojev            | 1:36,40    | Halbfinale    |

### Vorlauf 2
| Rang | Bahn | Nation      | Athletinnen                                                            | Zeit (min) | Qualifikation |
| ---- | ---- | ----------- | ---------------------------------------------------------------------- | ---------- | ------------- |
| 1    | 5    | Deutschland | Paulina Paszek Jule Hake Pauline Jagsch Sarah Brüßler                  | 1:32,34    | A-Finale      |
| 2    | 6    | Ungarn      | Noémi Pupp Sára Fojt Tamara Csipes Alida Dóra Gazsó                    | 1:33,42    | A-Finale      |
| 3    | 4    | China       | Li Dongyin Yin Mengdie Wang Nan Sun Yuewen                             | 1:33,64    | A-Finale      |
| 4    | 3    | Australien  | Ella Beere Alyssa Bull Alexandra Clarke Yale Steinepreis               | 1:34,60    | Halbfinale    |
| 5    | 7    | Kanada      | Courtney Stott Natalie Davison Riley Melanson Toshka Besharah-Hrebacka | 1:37,87    | Halbfinale    |

## Halbfinale
Donnerstag, 8. August 2024
| Rang | Bahn | Nation     | Athletinnen                                                                 | Zeit (min) | Qualifikation |
| ---- | ---- | ---------- | --------------------------------------------------------------------------- | ---------- | ------------- |
| 1    | 4    | Australien | Ella Beere Alyssa Bull Alexandra Clarke Yale Steinepreis                    | 1:34,25    | A-Finale      |
| 2    | 5    | Norwegen   | Maria Virik Anna Margrete Sletsjøe Hedda Oritsland Kristine Strand Amundsen | 1:34,77    | A-Finale      |
| 3    | 3    | Serbien    | Anastazija Bajuk Milica Novaković Marija Dostanić Dunja Stanojev            | 1:35,25    |               |
| 4    | 6    | Kanada     | Courtney Stott Natalie Davison Riley Melanson Toshka Besharah-Hrebacka      | 1:39,24    |               |

## Finale
Donnerstag, 8. August 2024

### A-Finale
Anmerkung: zur Ermittlung der Plätze 1 bis 8
| Rang | Bahn | Nation      | Athletinnen                                                                 | Zeit (min) |
| ---- | ---- | ----------- | --------------------------------------------------------------------------- | ---------- |
| 1    | 5    | Neuseeland  | Lisa Carrington Olivia Brett Alicia Hoskin Tara Vaughan                     | 1:32,20    |
| 2    | 4    | Deutschland | Paulina Paszek Jule Hake Pauline Jagsch Sarah Brüßler                       | 1:32,62    |
| 3    | 6    | Ungarn      | Noémi Pupp Sára Fojt Tamara Csipes Alida Dóra Gazsó                         | 1:32,93    |
| 4    | 7    | Polen       | Karolina Naja Anna Puławska Adrianna Kąkol Dominika Putto                   | 1:33,17    |
| 5    | 2    | China       | Li Dongyin Yin Mengdie Wang Nan Sun Yuewen                                  | 1:33,57    |
| 6    | 3    | Spanien     | Sara Ouzande Estefanía Fernández Carolina García Teresa Portela             | 1:34,51    |
| 7    | 1    | Norwegen    | Maria Virik Anna Margrete Sletsjøe Hedda Oritsland Kristine Strand Amundsen | 1:35,02    |
| 8    | 8    | Australien  | Ella Beere Alyssa Bull Alexandra Clarke Yale Steinepreis                    | 1:35,96    |

weitere Endplatzierungen ohne Finalteilnahme:
| Rang | Nation  | Athletinnen                                                            |
| ---- | ------- | ---------------------------------------------------------------------- |
| 9    | Serbien | Anastazija Bajuk Milica Novaković Marija Dostanić Dunja Stanojev       |
| 10   | Kanada  | Courtney Stott Natalie Davison Riley Melanson Toshka Besharah-Hrebacka |